# Beda Angehrn
Beda Angehrn (* 7. Dezember 1725 in Hagenwil, heute Gemeinde Amriswil; † 19. Mai 1796 in St. Gallen) war von 1767 bis 1796 Fürstabt von St. Gallen.

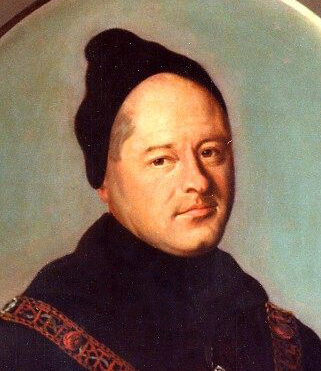
Abt Beda Angehrn um 1770

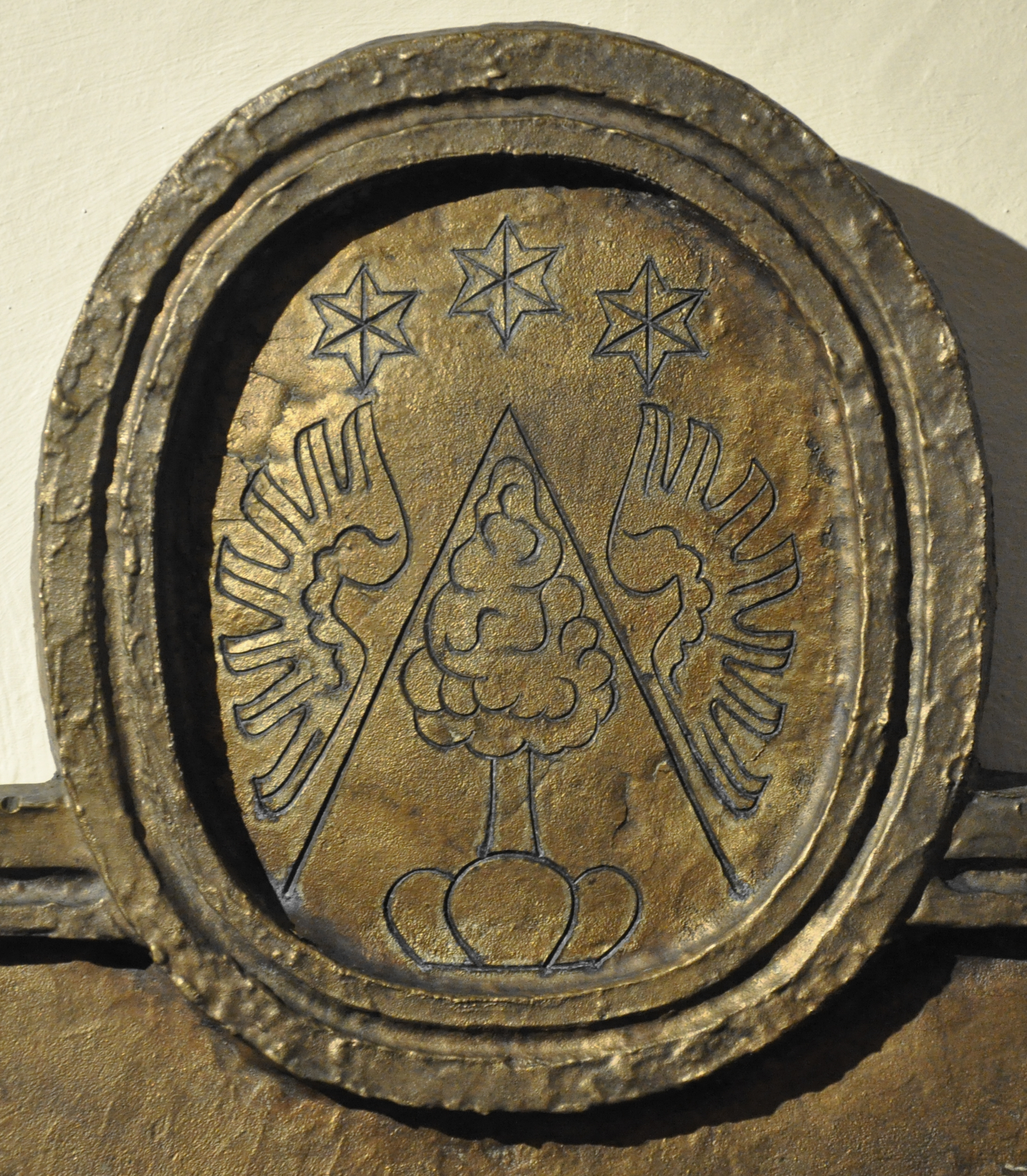
Familienwappen

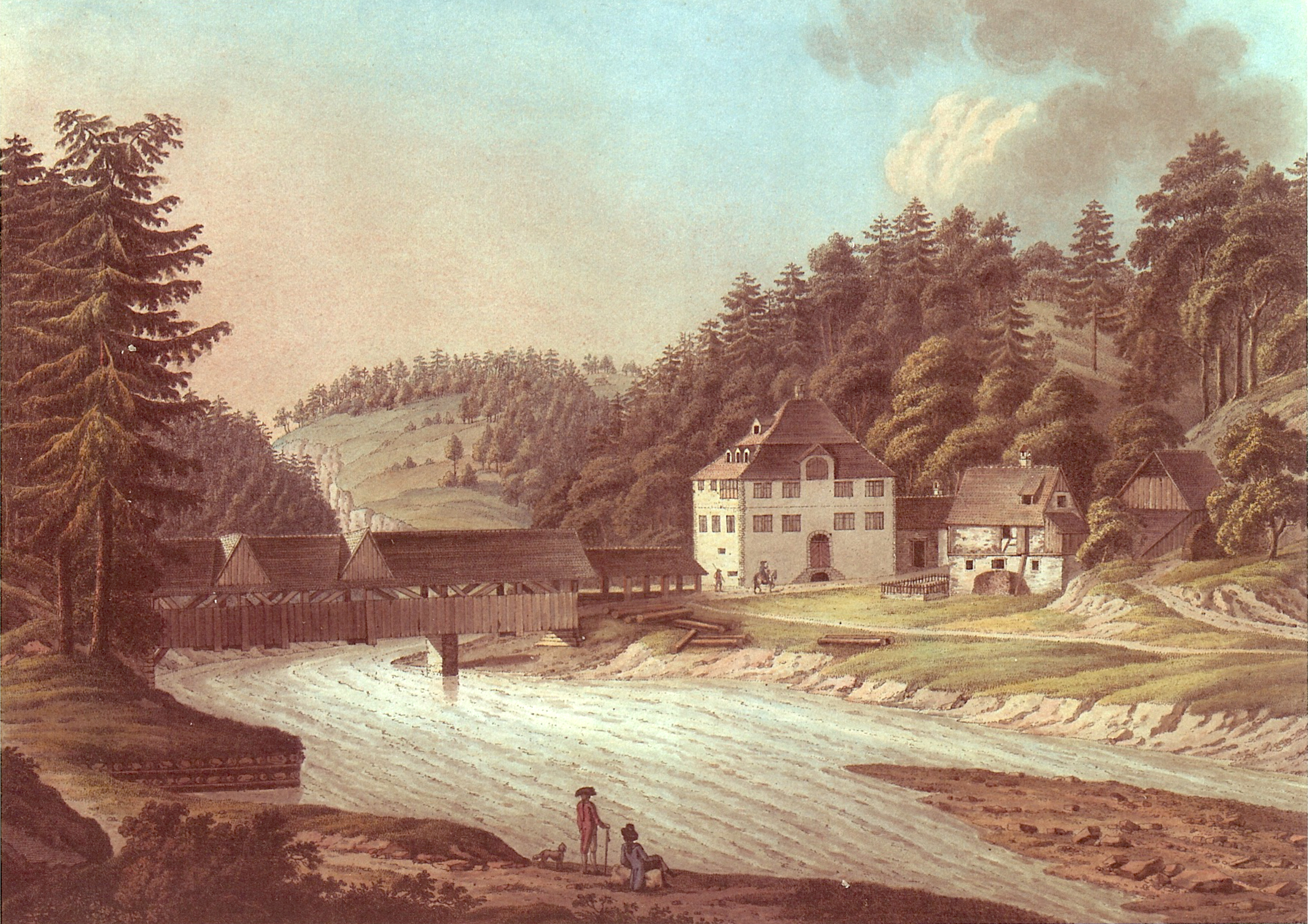
Der Übergang über die Sitter mit dem von Abt Beda errichteten Zollhaus (Mitte)

## Leben
Johann Konrad Angehrn wurde als Sohn des Chirurgen und Gerichtsammanns Johann Konrad und dessen Gattin Maria Katharina geb. Willi geboren. Er besuchte das Jesuitenkollegium Konstanz und studierte später an der Benediktinerabtei St. Gallen. Nachdem er 1744 die Profess im Benediktinerorden ablegte und den Ordensnamen Beda erhielt, empfing er 1749 die Priesterweihe. Er lehrte 12 Jahre Theologie und Philosophie in St. Gallen. 1753 wurde er zum Professor der Theologie ernannt. 1763 wurde er Prior und Statthalter in St. Johann im Thurtal. Am 11. März 1767 wurde er unter dem Vorsitz des Nuntius Luigi Valenti Gonzaga zum Abt gewählt; die Bestätigung der Wahl durch Papst Clemens XIII. erfolgte am 27. April 1767, die Abtsbenediktion erteilte ihm der Nuntius am 8. September 1767. Am 19. Dezember 1767 verlieh ihm Kaiser Joseph II. die Regalien.
Bleibende Bedeutung erlangte Abt Beda durch sein Engagement im Strassenbau. Die Fürstenlandstrasse von Rorschach durch St. Gallen bis nach Wil gilt als sein wichtigstes Werk und als wichtige Anbindung des fürstäbtischen Reiches an die alte Eidgenossenschaft. Auch im Militärwesen und der Förderung der wissenschaftlichen Anstalten des Klosters erreichte Abt Beda eine nachhaltige Verbesserung. Im Jahr 1775 ließ er sich das Bedahaus in St. Fiden zu einem Sommersitz ausbauen.  Andererseits vernachlässigte er bei seinen Plänen die ihm zur Verfügung stehenden Mittel, was zur  Zerrüttung der Finanzen der Fürstabtei führte. Dabei missachtete er auch die dem Ordenskapitel zustehenden Kontrollrechte und verwaltete sein Reich selbstherrlich. Ein Teil der jüngeren, kräftigeren Ordensgeistlichen trat bald mit Klagen gegen Beda bis vor den Papst, vermochte aber nicht durchzudringen. Nach dem Ausbruch der Französischen Revolution 1789 verlangten auch die Gotteshausleute, so nannte man die Einwohner der Fürstabtei, mehr Rechte. Als die Klagen 1794 in revolutionären Bewegungen gipfelten, zeigte sich Fürstabt Beda ausserordentlich nachgiebig und liess sich von seinen bisherigen Untertanen trotz des Widerstandes seines Kapitels nach kurzem Sträuben ohne ernstlichen Widerstand weitgehende Eingeständnisse abbringen. Im «Gütlichen Vertrag» von Gossau von 1795 schaffte er die Leibeigenschaft ab und gab weitere feudale Rechte preis oder schmälerte sie. Der Konvent stimmte dem Vertrag am 18. Januar 1796 ebenfalls zu.
Abt Beda starb am 19. Mai 1796 in St. Gallen.

## Werke
- Oraison funèbre de ... Beda Anghern d’Hagenwyl, Prince-Abbé de Saint-Gall..., à prononcer Le 19 Mai 1797, jour de l’anniversaire de sa mort... [S.l.]: [s.n.], [ca. 1797]
- Einiges aus den Tagebüchern des Fürstabtes Beda von St. Gallen (reg. 1767–96). Veröffentlicht von Pfr. K[arl] Steiger. Sonderabdruck, St. Gallen: Buchdruckerei <<Ostschweiz>>, 1919.